# Pëtr Sunin
Pëtr Michajlovič Sunin (in russo Пётр Михайлович Сунин?; Ekaterinburg, 5 luglio 1958 – 8 aprile 2025) è stato un saltatore con gli sci sovietico.
Alle liste FIS è registrato come Pjotr Sunin.

## Biografia
In Coppa del Mondo esordì il 30 dicembre 1979 a Oberstdorf (83°) e ottenne l'unico podio l'11 gennaio 1981 a Liberec (3°).

## Palmarès

### Coppa del Mondo
- Miglior piazzamento in classifica generale: 23º nel 1981
- 1 podio (individuale):
  - 1 terzo posto